# Crusader: No Regret
Crusader: No Regret ist ein 1996 erschienener Third-Person-Shooter des US-amerikanischen Entwicklerstudios Origin Systems und die Fortsetzung des Spiels Crusader: No Remorse aus dem Jahr 1995. Es wurde im Vertrieb von Electronic Arts für MS-DOS veröffentlicht.

## Handlung
Die Handlung von Crusader: No Regret setzt 46 Stunden nach dem Finale von Crusader: No Remorse ein. Der Silencer, der in einer Rettungskapsel von der explodierenden Raumstation Vigilance fliehen konnte, wird von einem World-Economic-Consortium- (WEC-)Weltraumtransporter eingesammelt, und auf die Mondbasis des WEC, die sowohl als Minenkolonie als auch als Gefängnis fungiert, gebracht. Im Laufe der Handlung sabotiert der Silencer die Infrastruktur des WEC, befreit Gefangene und steht am Ende des Spiels schließlich dem WEC-Vorsitzenden Draygan als Endgegner gegenüber. Nachdem dieser besiegt wurde, übernimmt der Widerstand die Mondbasis.

## Spielprinzip
Das Gameplay unterscheidet sich nur unwesentlich vom Vorgänger. Umfangreiche Briefings und Dialoge in der Basis entfallen, dafür besteht häufiger die Möglichkeit, Geschütztürme oder Mechs zu kontrollieren.

## Technik
Zum Einsatz kommt wie im Vorgänger eine modifizierte Version der Grafikengine von Origins Rollenspiel Ultima VIII: Pagan, welche das Spielgeschehen aus einer isometrischen Perspektive in SVGA darstellt. Die Grafik wurde leicht verbessert und mehr zerstörbare Gegenstände in die Umgebung integriert. Wie auch der Vorgänger nutzt Crusader: No Regret Full Motion Videos, um in Zwischensequenzen die Story voranzutreiben.

## Rezeption

### Rezensionen
Wie auch der Vorgänger erhielt Crusader: No Regret überwiegend positive Kritiken. Lobende Erwähnung fand erneut das treibende, actiongeladene Spielprinzip, kritisiert wurde seitens der Power Play vor allem die mangelnde Abwechslung, die wenigen Neuerungen und die kurze Spielzeit, was den Eindruck erwecken würde, „dass es sich um eine zum Vollpreistitel aufgeblasene Mission-Disk“ handele.

### Gewaltdarstellung und Altersfreigabe
Nach der USK-Freigabe ab 18 Jahren und anschließenden Indizierung des Vorgängers in Deutschland, waren auch für den Nachfolger Probleme bei der Altersfreigabe zu erwarten. Das Spiel wurde daher seitens des Entwicklers erneut um alle Gewaltelemente entschärft. Während Crusader: No Regret in den USA mit der ESRB-Wertung „T“ (gleichbedeutend mit „ab 13 Jahren“) veröffentlicht wurde, vergab die Unterhaltungssoftware Selbstkontrolle diesmal eine Freigabe „ab 16 Jahren“.

## Fortsetzung und Neuveröffentlichung
Ein dritter und vierter Teil der Serie waren geplant, wurden aber nicht realisiert. 2001 gab Rechteinhaber Electronic Arts grünes Licht für eine Verfilmung des Vorgängers Crusader: No Remorse, die jedoch nicht umgesetzt wurde.
Im Juni 2011 wurde Crusader: No Regret zusammen mit seinem Vorgänger auf GOG.com neu veröffentlicht. Die Version ist kompatibel mit Microsoft Windows XP, Windows Vista, Windows 7, Windows 8 und Mac OS X.